# Boumahra Ahmed
Boumahra Ahmed (arabisch بومهرة أحمد) ist eine algerische Stadt in der Provinz Guelma mit 15.273 Einwohnern. (Stand: 1998)

## Geographie
Boumahra Ahmed wird umgeben von Héliopolis im Nordwesten, von Djeballah Khemissi im Osten, von Khezara im Süden und von Belkheir und Guelma im Westen.